# Varg (gruppo musicale)
I Varg sono un gruppo musicale tedesco di genere viking metal, formatosi nel 2005 a Coburgo in Baviera.

## Storia dei Varg

### L'inizio
Il primo album "Wolfszeit" viene scritto e pubblicato nel 2007 dalla vecchia line-up, ovvero Freki, Fenrier, Geri e Skoll. L'album avrà un grande impatto nella scena pagan metal underground portandoli ad una buona notorietà nell'ambiente. Ben presto però Geri e Skoll decideranno di lasciare la band per le loro differenze musicali e verranno immediatamente rimpiazzati da Draugr alla voce, Hati alla chitarra ritmica e Managarm al basso. Nel 2008 verrà pubblicato l'album "Schildfront Germania" con Minas Morgul.

### 2008-2009
Dopo molti concerti per i festival più rinomati, Draugr decide di dedicarsi al suo lavoro e alla sua famiglia lasciando così la band. Verrà immediatamente rimpiazzato da Freki.

### 2010
In questo anno la band ha pubblicato l'album "Blutaar" sotto la nuova etichetta discografica "Noise Art Records".

## Formazione

### Formazione attuale
- Philipp "Freki" Seiler - voce, chitarra
- Zasch "Hati" - chitarra
- Timo "Managarm" - basso, seconda voce
- Silvester "Fenrier" Grundmann - batteria

### Ex componenti
- Sebastian "Geri" Feick - voce, chitarra (2005-2007)
- Thomas "Skoll" Winkelmann - basso (2005-2007)
- Basti "Draugr" - voce (2008)

## Discografia

### Album in studio
- 2007 - Wolfszeit
- 2010 - Blutaar
- 2011 - Wolfskult
- 2012 - Guten Tag

### Demo
- 2006 - Donareiche

### Split
- 2008 - Schildfront

### Video
- 2008 - Live am Wolfszeit Festival